# Economía de Canarias
La economía de Canarias se basa, principalmente, en el sector servicios (86,83 %), más específicamente el turismo, que constituye su principal motor económico gracias a su clima privilegiado y riqueza natural. Su ubicación estratégica entre Europa, América y África también ha impulsado el comercio y la logística, complementados por actividades agrícolas (plátanos, tomates, vino y gofio, principalmente) y una industria limitada centrada en la transformación alimentaria, el tabaco y el refino de petróleo. A pesar de su dependencia del sector terciario, el archipiélago ha buscado diversificar su modelo económico mediante la innovación y la sostenibilidad. 
Por su parte, el sector primario tuvo un peso en la economía del 1,77%; el secundario, un 5,57%; y el de la construcción, un 5,83%. 
Su PIB es de 54 194 millones de euros, lo que la sitúa como la 8.ª economía de España por volumen de PIB. En cuanto al PIB per cápita, que es un buen indicador de la calidad de vida, en Canarias, en 2023, fue de 24 345 €, frente a los 32 630 € de PIB per cápita en España.
En 2023, su deuda pública fue de 6 518 millones de euros, un 12 % de su PIB, y su deuda per cápita, de 2 911 € por habitante. Si ordenamos las Comunidades Autónomas, de menor a mayor deuda, vemos que Canarias se encuentra en la 15.ª posición de la tabla de Comunidades Autónomas, y es la que menos deuda tiene por habitante.
La tasa de variación anual del IPC de Canarias en diciembre de 2024 ha sido del 2,2 %. El IPC (Índice de Precios al Consumo) ha permanecido constante respecto al mes anterior. Estos datos debemos compararlos con los del IPC de España, donde la tasa de variación anual del IPC de enero de 2025 fue del 3 %.
Si acudimos a la EPA para comprobar las cifras de desempleo en Canarias, vemos que tiene un porcentaje de paro del 11,9 % de la población activa, una tasa superior a la nacional, y en la 13.ª posición en el ranking, de menor a mayor, de paro de las Comunidades Autónomas.
La actividad económica de las islas comienza con grandes plantaciones de monocultivos con capital británico, siendo primero la vid con vinos reconocidos a nivel internacional, y luego tomate y plátano. Por lo tanto, se deduce que Reino Unido ha sido el claro impulsor del modelo económico actual de las islas en el último siglo, así como recientemente con la llegada de turistas ingleses y también alemanes principalmente por número total, no tanto así como por porcentaje respecto al número de habitantes, liderado por países escandinavos que pernoctan en las islas.[cita requerida]
Origen de los turistas en 2022 y 2023:
|                 | 2022       | 2023       |
| ALEMANIA        | 2,397,527  | 2,666,109  |
| AUSTRIA         | 149,876    | 164,591    |
| BELGICA         | 406,315    | 422,296    |
| DINAMARCA       | 345,085    | 344,277    |
| FEDERACION RUSA | 781        | 0          |
| FINLANDIA       | 165,289    | 198,010    |
| FRANCIA         | 570,526    | 609,688    |
| REINO UNIDO     | 5,079,816  | 5,747,725  |
| HOLANDA         | 641,951    | 627,390    |
| IRLANDA         | 551,332    | 684,497    |
| ITALIA          | 648,368    | 663,755    |
| NORUEGA         | 293,218    | 370,688    |
| REPUBLICA CHECA | 78,743     | 86,368     |
| POLONIA         | 271,051    | 339,133    |
| SUECIA          | 265,349    | 334,265    |
| SUIZA           | 262,946    | 304,672    |
| PORTUGAL        | 135,573    | 129,486    |
| OTROS PAISES    | 374,969    | 477,812    |
|                 |            |            |
| TOTALES         | 12,638,715 | 14,170,762 |

La industria es escasa y representa en torno al 7-8% del PIB regional, básicamente en sectores de transformación agroalimentaria. Tienen destaque las islas de Tenerife (líder del PIB en Canarias) y Gran Canaria.  
Por lo que respecta al sector primario, solo está cultivado el 10% de la superficie, siendo de secano la mayoría (plátano, vid y papas), y de regadío una minoría (principalmente, plátanos y tomates). La agricultura de exportación está orientada al comercio con los mercados españoles y de la Unión Europea. Se ha iniciado también la exportación de otras frutas tropicales (aguacates, piñas, mangos y otros cultivos de invernadero) y flores. La ganadería, principalmente caprina y bovina, es escasa, tras haber sufrido un importante retroceso en las últimas décadas.[cita requerida]
Con una importante tradición pesquera, sobre todo de aprovechamiento del caladero canario-sahariano, tras la ocupación del Sáhara Occidental por parte de Marruecos, el sector ha experimentado un retroceso continuado, que ha afectado igualmente las industrias de conservas y salazón de pescado, que han desaparecido. En los años 80, el puerto de Arrecife llegó a constituirse en el primero del mundo en capturas sardinales.
[actualizar]
El PIB en Canarias en 2015 fue de 40.922.914 €, en el año 2022 fue de 47.762.000 €. La cifra por islas era la siguiente en 2015:
- Tenerife - 17 614 585
- Gran Canaria - 15 812 222
- Lanzarote - 3 203 394
- Fuerteventura - 2 298 120
- La Palma - 1 422 949
- La Gomera - 393 845
- El Hierro - 177 799

Por su parte, el PIB per cápita en 2015 fue de 19.233 €, en el año 2022 22.303 €. Según la tabla por islas en 2015:
- Lanzarote - 22 529
- Fuerteventura - 20 700
- Tenerife - 19 451
- La Gomera - 18 555
- Gran Canaria - 18 513
- La Palma - 17 151
- El Hierro - 10 628

## Agricultura y silvicultura
A pesar de que el archipiélago era una sociedad fundamentalmente agraria hasta hace algunas décadas, en la actualidad el peso de la agricultura es escaso, aunque algunos de sus productos son muy afamados. La agricultura canaria solo cubre la décima parte de las necesidades alimenticias de la región. Los cultivos tradicionales de secano se han convertido, en la práctica, en una agricultura a tiempo parcial, para agricultores que tienen ingresos en otros sectores. El secano prácticamente ha desaparecido a favor del regadío, (u otros usos del suelo). Esto permite el auto consumo y un pequeño abastecimiento interior, pero no alcanza para las necesidades de la región.
El cereal prácticamente ha desaparecido. En su suelo ahora se cultiva aceitunas, la papa, frutas y hortalizas. Estos cultivos se localizan en las zonas medias y altas de Tenerife, Gran Canaria y La Palma, y casi todas las tierras de cultivo del resto de las islas.
Una característica del área de cultivo canario es un recurso al abancalamiento de las vertientes, ya que estamos en una región muy montañosa. Las vertientes de barlovento, entre los 500 y los 1000 metros, encontramos los cultivos más necesitados de humedad, gracias al mar de nubes. A sotavento están los cultivos con menos necesidades de agua.
Tradicionalmente había un policultivo de secano que atendía a las necesidades locales: papas, cereales, vid, frutas, legumbres, verduras, etc. Este cultivo era posible gracias a toda una serie de métodos agrícolas típicos de las islas que permitían la recuperación del agua de lluvia. Pero hoy en día los cultivos rentables están dirigidos al mercado y ninguno de esos productos son significativos.

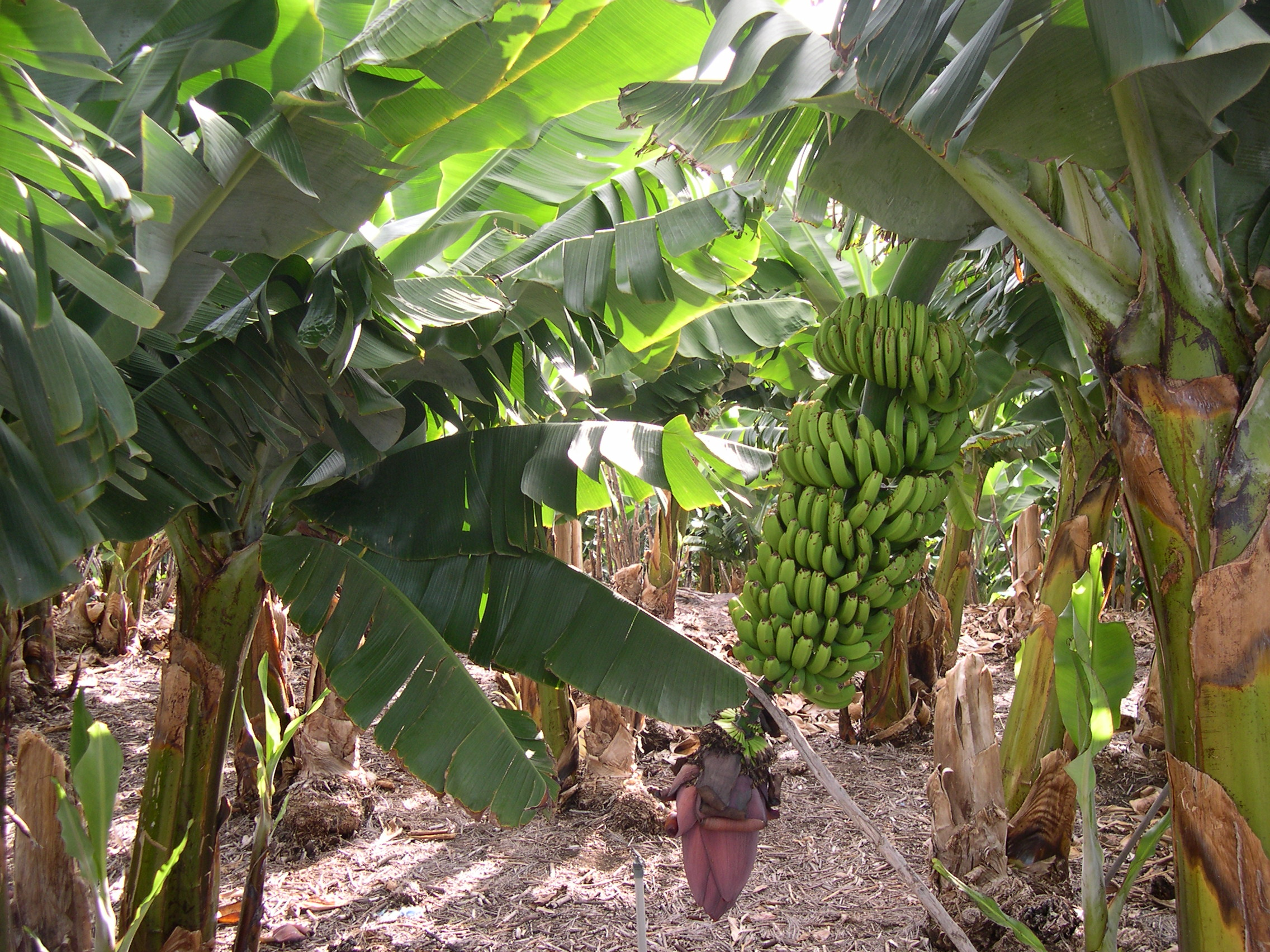
Cultivo de plátano

El plátano es el producto estrella de la agricultura canaria, tanto por su calidad como por su difusión. El regadío ha permitido disminuir la superficie de cultivo manteniendo, e incluso aumentando, la producción; pero en la actualidad este es el principal factor que limita la expansión del plátano, ya que los recursos acuíferos son escasos. Se cultiva en explotaciones de tamaño medio y grande. En algunas comarcas, tiene el carácter de monocultivo. 
Tenerife es la principal isla productora de plátanos. Es fundamental para la economía de La Palma y también tiene un peso importante en Gran Canaria, así como en La Gomera. En Tenerife (el valle de la Orotava) y Gran Canaria las plataneras entran en competencia con el turismo, por lo que se ha reducido la producción. El principal mercado del plátano de canarias es la España peninsular, así como el resto de Europa, en menor medida.
El segundo cultivo en importancia es el tomate. Casi toda la producción se exporta, principalmente a Gran Bretaña y Holanda. Afronta serios retos como son la competencia con otras regiones productoras y las importaciones marroquíes, así como contra el sector turístico en las principales áreas productoras. La principal isla productora es Gran Canaria, especialmente los municipios del sur de la isla. Tenerife también tiene una importante producción el sur de la isla. Fuera de estas islas, solo Fuerteventura tiene una oferta significativa.
El pepino es el tercer producto agrícola canario. Se cultiva en invernadero y está asociado a otros productos hortícolas como el pimiento. De todas formas, su producción está muy lejos del plátano y el tomate. No llega a exportarse. En la península, hay otras regiones productoras más importantes.
También en el calor de los invernaderos ha surgido una importante producción de flores. Al poder producir en todo el año, es un importante producto de exportación. Es, con diferencia, el cultivo que más beneficios deja al empresario, por lo que permite la existencia de explotaciones muy pequeñas. Las principales flores son el clavel, que no necesita de invernadero pero sí de rotación, y la rosa. La presencia de aeropuertos internacionales en casi todas las islas ha permitido poner en contacto las regiones productoras con sus mercados. La apertura de los mercados europeos ha dado un impulso importante a este cultivo, sobre todo en los meses de invierno, cuando no tienen competencia.[cita requerida]

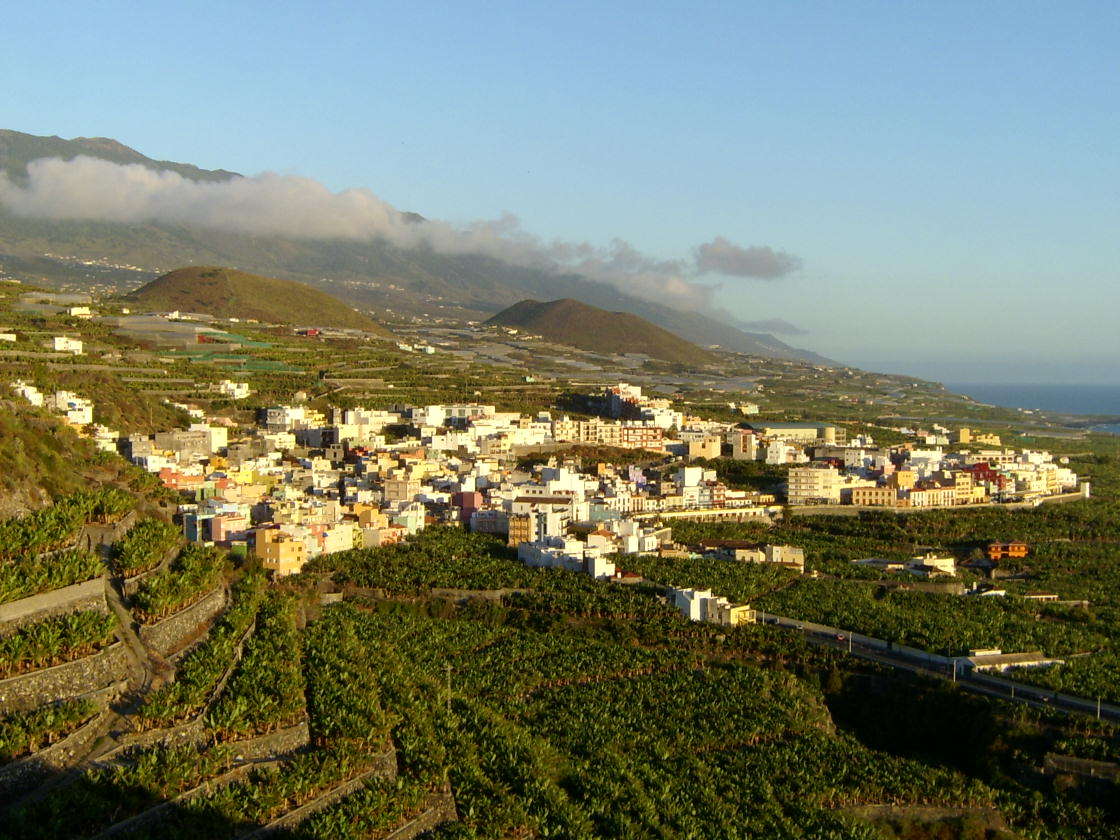
Cultivos en terrazas

La cebolla es el principal cultivo de secano. Le siguen los cítricos y las frutas tropicales: aguacate, papaya, piña, etc. La parte de esta producción que se exporta lo hace al resto de España. Casi toda la piña canaria se cultiva en El Hierro.
El tabaco tiene una producción modesta, pero la ventaja de que toda ella es para la exportación.
El resto de los cultivos significativos canarios solo tiene alcance regional, las papas, que tienen unas variedades nacionales muy características, y el vino canario es otro de los productos singulares (con más de 10 denominaciones de origen).[cita requerida]
La explotación forestal es testimonial, pero los montes y los bosques tiene, en Canarias una importancia ecológica de primer orden. Los bosques cubren el sobre el 13% de la superficie total. La conservación de la laurisilva es un recurso turístico de primer orden. El principal recuso forestal maderero proviene del pino canario. La madera de pino canario es de muy buena calidad, pero tiene una distribución muy limitada y no es posible aumentarla, por lo que su valor ha caído en el mercado al no poder satisfacer la demanda. Tampoco es una madera de lujo.

## Ganadería
La ganadería es un sector más modesto, si cabe, con un 23% de la producción agraria. Ha sido siempre una ganadería destinada al consumo interno isleño. La escasez de prados con forraje siempre ha sido un obstáculo para el desarrollo ganadero. De la tradicional cabaña de carga solo sobrevive un pequeño resto de camellos para los turistas. Es la única cabaña de camellos de España.[cita requerida] Estamos ante una ganadería estabulada, que se encuentra en las regiones más altas. Tengamos en cuenta que la ganadería requiere grandes cantidades de agua, aparte de pasto. La actual cabaña no tiene nada que ver con la ganadería tradicional. Además, es muy corta y debe de recurrir a la importación.
La cabaña ovina y caprina siempre ha sido la más importante del archipiélago, presente desde época precolonial (siendo esta la principal fuente de recursos de los guanches). Le ha seguido en importancia la porcina, y por último la bovina. Todas muy lejos de satisfacer la demanda regional, y a pesar del impulso que el turismo ha supuesto para estos negocios, en las últimas décadas ha habido una reducción drástica de la actividad ganadera, propiciada por el auge de la construcción (que limita las zonas de pastoreo), la terciarización de la economía, y la implantación de medidas económicas que benefician la importación de productos alimenticios.
Por el contrario la cabaña avícola sí ha tenido un incremento considerable. Ella sola casi es capaz de satisfacer la demanda interna, sobre todo de huevos y aunque no la de pollo, debido a la fuerte competencia de los productos importados. La mayor parte de las granjas avícolas se concentran en Tenerife y Gran Canaria.

## Pesca
El sector pesquero canario ha estado siempre en segundo plano con respecto a la agricultura. Tanto aguas interiores del archipiélago, como el Banco pesquero canario-sahariano, ha estado explotado por gallegos y andaluces. Además, hay problemas de jurisdicción con Marruecos y Mauritania. Se trata, en su mayor parte, de una flota artesanal de empresas familiares que tiene su sede, mayoritariamente, en Gran Canaria y Lanzarote. La flota de litoral, y del interior de las aguas canarias, apenas tiene importancia económica, pero genera mucho puestos de trabajo debido a su carácter familiar.
El arte de pesca más utilizadas son artesanales, con un predominio del anzuelo azul, con el que se pescan pescados amarillos, y el cerco, con el que se pesca caballa. También se capturan sardinas, cefalópodos, etc.[cita requerida]
La pesca canaria se consume mayoritariamente en la región. Muy poca de ella se transforma o se congela para la exportación o la venta en la península.

## Minería y energía

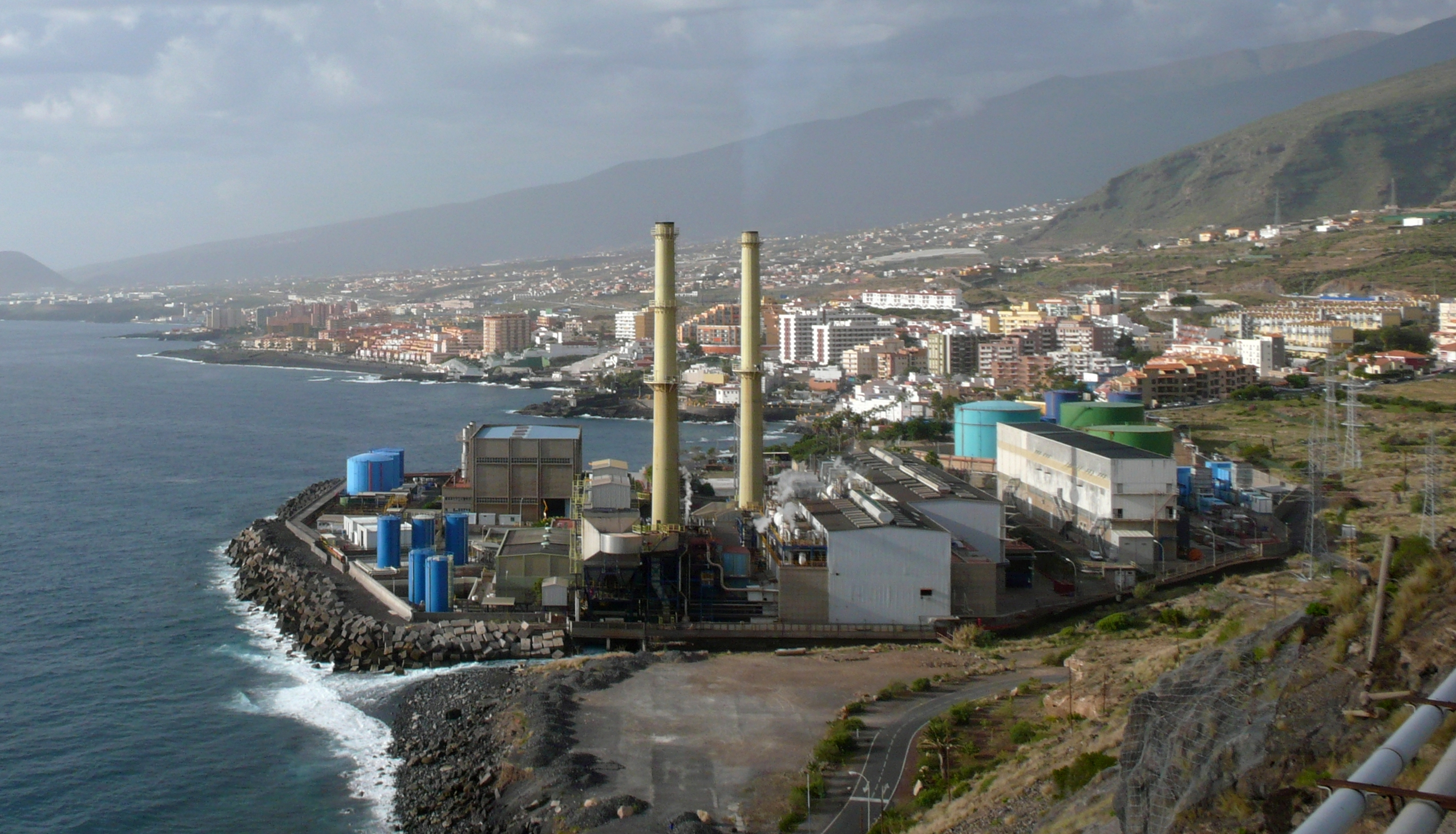
Central térmica de Caletillas, situada en el municipio de Candelaria (Tenerife)

La minería canaria nunca ha tenido gran desarrollo. El carácter volcánico de su roquedo ha limitado mucho sus posibilidades mineras. Sí hay una cierta actividad cantera para proporcionar piedra de construcción (extracción de áridos). Otra actividad vinculada a la minería es la construcción de galerías y pozos a fin de aprovechar el agua subterránea para el consumo.
La producción de energía eléctrica es importante, pero de carácter regional. Canarias produce toda la energía eléctrica que consume, pero el consumo no es muy grande ya que aunque el desarrollo turístico ha hecho aumentar mucho la demanda, esta sigue siendo baja a causa de la baja dotación industrial. Aparte de los aeropuertos y las zonas de alta concentración turística, los pozos y la desalación de agua de mar son quienes más energía eléctrica demandan. La mayor parte de la electricidad se obtiene por medios termoeléctricos, siendo la empresa Unelco (perteneciente al Grupo Endesa) propietaria del grueso de explotaciones.
Centrales térmicas
| Nombre                                  | Localidad                                | Provincia              | Propietario   |
| --------------------------------------- | ---------------------------------------- | ---------------------- | ------------- |
| Central térmica de Barranco de Tirajana | San Bartolomé de Tirajana (Gran Canaria) | Las Palmas             | Unelco-Endesa |
| Central térmica de Jinámar              | Las Palmas (Gran Canaria)                | Las Palmas             | Unelco-Endesa |
| Central térmica de Las Salinas          | Puerto del Rosario (Fuerteventura)       | Las Palmas             | Unelco-Endesa |
| Central térmica de Punta Grande         | Arrecife (Lanzarote)                     | Las Palmas             | Unelco-Endesa |
| Central térmica de Arona                | Arona (Tenerife)                         | Santa Cruz de Tenerife | Unelco-Endesa |
| Central térmica de Caletillas           | Candelaria (Tenerife)                    | Santa Cruz de Tenerife | Unelco-Endesa |
| Central térmica de Granadilla           | Granadilla de Abona (Tenerife)           | Santa Cruz de Tenerife | Unelco-Endesa |
| Central térmica Los Guinchos            | Santa Cruz de La Palma (La Palma)        | Santa Cruz de Tenerife | Unelco-Endesa |
| Central térmica de Llanos Blancos       | Valverde (El Hierro)                     | Santa Cruz de Tenerife | Unelco-Endesa |
| Central térmica El Palmar               | San Sebastián de la Gomera (La Gomera)   | Santa Cruz de Tenerife | Unelco-Endesa |

Energías renovables
La energía hidroeléctrica tiene poca presencia debido a las irregularidades de las precipitaciones. La energía eólica, aunque en aumento, está poco representada, y aún muy por debajo de sus posibilidades alcanzando 141 MW de potencia en 2009, que no llega al 1 % del total nacional.
Asimismo, se trata de una zona atractiva para la energía geotérmica de sistemas de alta temperatura, asociados al fenómeno del vulcanismo activo.

## Industria
La producción industrial canaria siempre ha sido escasa, principalmente a causa de que apenas encontramos en la región materias primas industrializables. La poca industria que hay depende de la importación de los recursos, bien brutos bien semielaborados. El valor añadido de los productos industriales canarios no es muy grande, por lo que el beneficio es escaso. Además la industria canaria encuentra otro factor limitante: la importación de productos foráneos a precios muy baratos, gracias a la existencia de un arancel muy bajo.
En las Islas Canarias, se pueden distinguir dos tipos diferenciados de industrias: aquellas que atienden la demanda interna y las dedicadas a la exportación. Las empresas que se centran en el mercado local tienden a ser de tamaño pequeño o mediano y cuentan con capacidades tecnológicas moderadas o bajas. Esto suele ser suficiente para satisfacer las necesidades de la región, incluso en situaciones que se asemejan a un monopolio de facto. Por otro lado, las empresas orientadas a la exportación suelen ser más grandes y tecnológicamente más complejas. Destaca especialmente la industria agroalimentaria en este contexto, junto con la industria de la cadena de frío asociada.
Las principales industrias canarias están en los sectores del tabaco, los derivados del petróleo y las conservas de pescado. La industria tabaquera depende de las importaciones de hoja de tabaco, ya que el que se cultiva en las islas no llega para atender la demanda. Esta industria tiene un importante pasado productivo: Canarias llegó a copar, en la década de 1960, un tercio del mercado de tabacos de Estados Unidos, con una venta superior a los 20 millones de unidades al año.
El tabaco canario generó 500 millones de euros libres de impuestos en 2002 y una producción anual de 600 millones de cajetillas de cigarrillos y 413 millones de puros pese a la crisis que ha afectado al sector en la década de los 90 con la entrada de Canarias en la Comunidad Económica Europea. El sector tabaquero canario llegó incluso a superar las exportaciones de plátano en el 2000 y representa el 40% de la producción a nivel estatal en el 2006.
La puesta en vigor del Arbitrio sobre la Importación y Entrega de Mercancías (AIEM), en enero de 2002, favoreció la actividad productiva en las islas con nuevos encargos de compañías multinacionales. Gracias al AIEM la producción canaria se está incrementando y el mercado se está surtiendo en un 96% con productos fabricados en las Islas. El sector tabaquero, considerado de interés estratégico en el Plan de Desarrollo Industrial de Canarias, afronta una remodelación con la participación de los productores de La Palma, Tenerife y Gran Canaria, el apoyo del gobierno Canario y el impulso del Consejo Regional de Puros de Canarias para penetrar en los mercados internacionales desde la autorregulación. El marco de desarrollo del actual Plan Sectorial del Tabaco sigue, además de la Península y del Reino Unido, varios países del Este como Polonia, Hungría, República Checa, Ucrania y Rusia, junto con Portugal.
Para atender las necesidades de derivados del petróleo en la comunidad existe tan solo la refinería de Santa Cruz de Tenerife. Aparte de esto, y con una importancia mucho menor, existen tres compañía de cementos, dos en Tenerife y una en Gran Canaria y alguna papelera que cubre la demanda de embalajes. Hay que señalar la industria de desalinización de agua del mar, y la de agua embotellada, muy importante en una región en la que los recursos de agua son limitados y dispersos y la demanda alta y concentrada. También se ha desarrollado una industria química que ofrece abonos e insecticidas para la agricultura.
El auténtico sector industrial en Canarias es el de la construcción. Este sector está hipertrofiado, ya que atiende a las necesidades de construcción del turismo, las obras públicas y el crecimiento urbano. Ella sola supone más del 50% del VAB industrial.
Tenerife y Gran Canaria acumulan más del 80% de las plantas industriales y más del 90% del empleo del sector. También son el principal mercado de las islas. La industria del resto de las islas está relacionada con el sector agroalimentario: tabaco en La Palma, conservas de pescado en Fuerteventura, quesos en El Hierro, vinos en Lanzarote, etc. Los principales polígonos industriales son los de Arinaga y el Sebadal en Gran Canaria, y el de Güimar y Granadilla en Tenerife. A pesar de las políticas favorables para la localización industrial, las grandes empresas no se han radicado en Canarias de manera significativa.

## Sector terciario
La economía de Canarias está volcada sobre el turismo, que genera la mayor parte de los servicios. De él depende la construcción y los servicios para los turistas: avituallamiento y comercio exterior naval y aéreo. Pero en la economía canaria el comercio también ha tenido una importancia grande. Hasta la entrada en la Unión Europea de las islas Canarias tuvieron regímenes fiscales y aduaneros privilegiados, de manera que la importación de productos, que se introducían en España, fue una de las actividades fundamentales de su economía. 
Gracias a un clima ameno, Canarias recibe turistas todo el año. El turismo aporta el 70 % del PIB. El turismo canario despegó en 1957 con la regularización de las líneas marítimas entre las islas y la península y explotó de manera espectacular en los años 1970 con el incremento de los vuelos regulares y los chárter. De esta manera, no solo llegan las personas sino las mercancías que consumen.

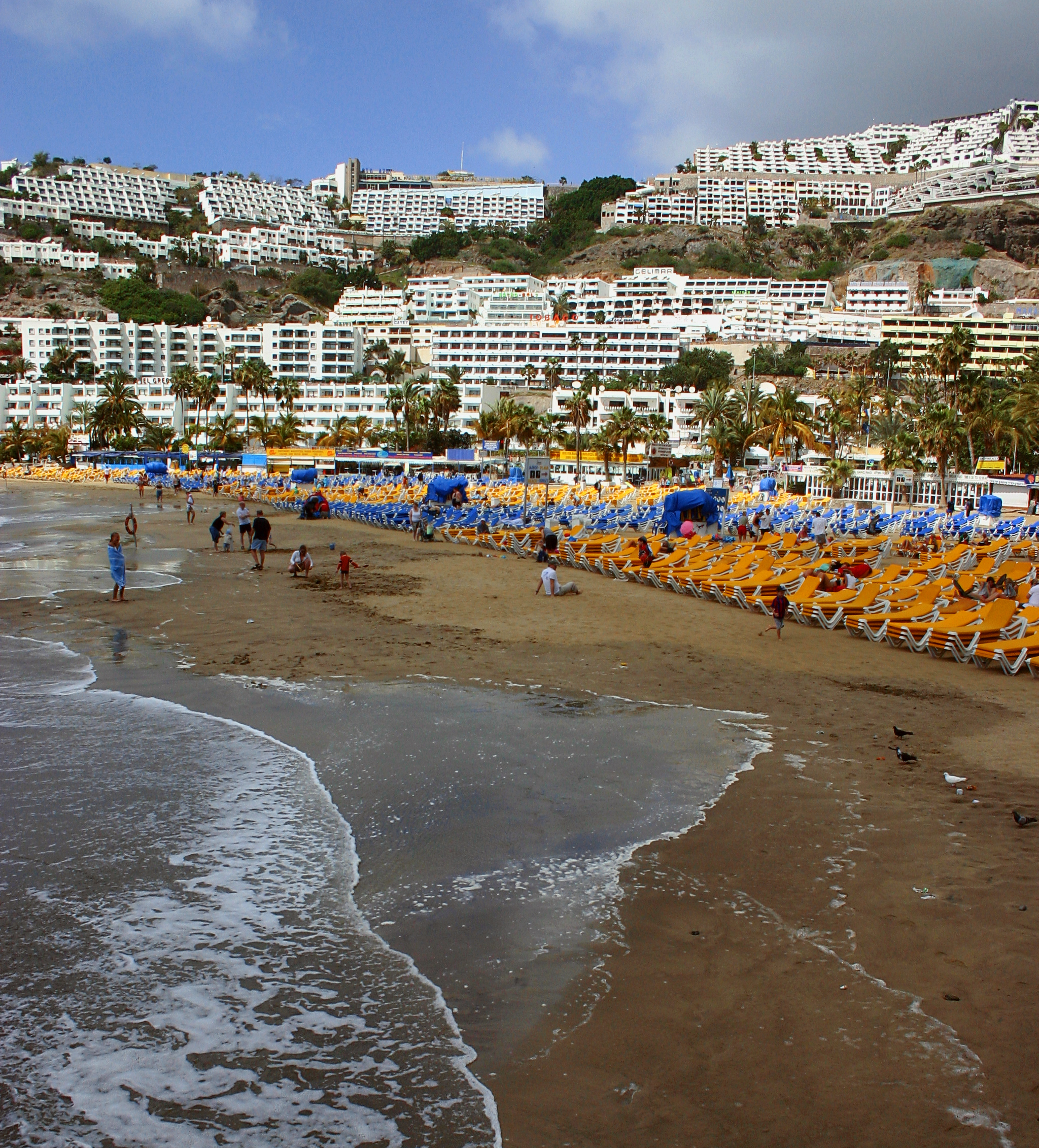
Zona turística en Gran Canaria

Los principales destinos turísticos son Tenerife y Gran Canaria. En Tenerife, destaca la costa sur: Los Cristianos y Playa de Las Américas, principalmente, seguido de Los Gigantes y Puerto Santiago. Fuera de estos lugares, destacan Puerto de la Cruz, Costa de los Realejos, Punta Hidalgo, Bajamar y la propia Santa Cruz de Tenerife. 
En Gran Canaria, también destaca la costa sur: Maspalomas, San Agustín, Playa del inglés, Puerto Rico y Mogan, aparte de la propia Las Palmas de Gran Canaria (Las Canteras). De lejos le sigue Lanzarote, donde sobresale Puerto del Carmen, pero también Costa de Teguise, Arrecife, La Santa y Playa Blanca. 
Fuerteventura también es un importante destino turístico. Destacan Corralejo y Morro del Jable (Jandía), pero también Caleta de Fuste. La capital, Puerto del Rosario, no es un destino significativo. Las demás islas tienen una presión turística mucho menor. En La Palma, los destinos principales son Santa Cruz de la Palma, y Los Llanos de Aridane. En La Gomera el turismo se concentra en San Sebastián de la Gomera, Valle Gran Rey y Playa Santiago. Y en El Hierro el turismo se concentra en Valverde.
En Canarias el turismo de extranjeros es dominante. Entre ellos, un número creciente, sobre todo de jubilados, se termina instalando en las islas definitivamente y adquiriendo propiedades.
La demanda turística ha promovido la construcción de grandes urbanizaciones que han expoliado el recurso paisajístico de las principales áreas, generando fenómenos de rechazo. Esto, junto a unos precios altos, ha hecho que el crecimiento del turismo en las islas se reduzca. Era el modelo turístico de la Costa del Sol y el Levante. Se construyeron miles de plazas de hotel y barrios nuevos. En Canarias apenas hay campamentos. Algunos de ellos eran de nueva planta y en ellos faltaban los servicios mínimos, pero esto se ha ido corrigiendo con el tiempo. Este era un turismo de sol y playa, que hoy en día se mantiene, aunque hay profundos esfuerzos para diversificarlo. Hoy en día es notable el turismo naturalista, que visita los parques nacionales canarios. También hay un turismo cultural, en la temporada de grandes fastos, como los carnavales o el festival de música. 
Aparte del turismo, el comercio es el sector más dinámico, el que más empleo genera y el que más valor obtiene. Se trata de pequeños comercios de carácter familiar. Las grandes superficies son de capital foráneo. Unido al comercio se desarrolla el sector del transporte y las comunicaciones. El desarrollo turístico ha necesitado de un sector financiero creciente, que hoy en día tiene carácter público y tiene proyección fuera de la comunidad.

## Sector Financiero
[actualizar]
Asimismo la isla de Tenerife es sede de la Caja General de Ahorros de Canarias (La Caixa), que con más de 1 600 empleados directos y una red de más de dos centenares y medio de oficinas en todas las islas, Madrid, Barcelona y Venezuela, es la primera entidad financiera del archipiélago canario.[cita requerida] También es sede de Cajasiete, con casi 90 oficinas repartidas en las siete islas canarias y Madrid.[cita requerida]

## Infraestructuras
Canarias es una región entre América, Europa y África. Dada su cercanía con África se ha aprovechado la capacidad y las instalaciones del archipiélago para abastecer a este continente. Destaca entonces el Puerto de La Luz y de Las Palmas. Se trata del cuarto puerto comercial de España y está entre los 15 más grandes de toda Europa.[cita requerida]
La Cruz Roja internacional ha elegido el puerto de Las Palmas de Gran Canaria como base logística.[cita requerida]
Con más de 1,6 millones de contenedores, el puerto de Las Palmas sigue creciendo, a pesar de la crisis económica mundial, que hizo que la actividad decayera notablemente, en la actualidad está experimentando una enorme recuperación. En suma, actualmente el puerto se prepara para ser la base logística del Programa Mundial de Alimentos (PMSA) en el continente africano, lo que permitirá canalizar más de 1,5 millones de toneladas de cereales a este continente. La operativa de esta agencia especializada de la Organización de las Naciones Unidas (ONU) supondrá la gestión de hasta un millón y medio de toneladas y el movimiento de 300 000 contenedores al año.
Por otra parte, destaca el puerto de Santa Cruz de Tenerife, una base importante para cruceros turísticos y en el tráfico de pasajeros y mercancías a granel. También el de Santa Cruz de Tenerife es el primer puerto pesquero canario con aproximadamente 7.500 toneladas de pescado capturado, según la publicación del gobierno español Anuario Estadístico de Puertos del Estado. Asimismo, la Autoridad Portuaria de Santa Cruz de Tenerife, con 4,9 millones de pasajeros, es la tercera de España en movimiento de pasajeros (tras Baleares y Bahía de Algeciras).
Las instalaciones del puerto de Santa Cruz de Tenerife incluyen un puesto de inspección fronterizo (BIP) aprobado por la Unión Europea, que se encarga de inspeccionar todo tipo de importaciones de terceros países o exportaciones a países fuera del Espacio Económico Europeo. En Tenerife destaca también el  Puerto de Los Cristianos, el cual cuenta con el mayor número de pasajeros registrados en Canarias, seguido del puerto de Santa Cruz de Tenerife. El Puerto de Las Palmas es el tercer puerto de las islas en pasajeros.
En el año 2016, el puerto de Santa Cruz de Tenerife fue nominado entre los tres principales puertos del mundo para el tráfico de cruceros según Seatrade Cruise Med.
Es relevante mencionar la infraestructura aeroportuaria de la isla de Tenerife, la cual, con sus dos aeropuertos internacionales, constituye el principal complejo aeroportuario en las Islas Canarias y el cuarto más grande de España.[cita requerida]